# Championnat du Liberia de football 2020-2021
Navigation
Edition précédente Edition suivante
La saison 2020-2021 du Championnat du Liberia de football est la 47e édition du championnat de première division liberien.
Le club LPRC Oilers remporte le championnat et son septième titre.

## Participants
- LISCR FC
- Mighty Barrolle prend la place de Barrack Young Controllers FC[2]
- MC Breweries FC
- Nimba United
- LPRC Oilers
- Watanga FC
- Nimba FC
- National Port Authority Anchors
- Small Town FC
- FC Bea Mountain -  promu de D2 en 2019
- Freeport FC -  promu de D2 en 2019
- Nimba Kwado -  promu de D2 en 2019

- La saison 2020 ayant été annulée à cause de la pandémie de Covid-19, ce sont les mêmes équipes que lors de la saison 2020 qui participent au championnat.

## Compétition

### Classement
Le classement est établi sur le barème de points classique (victoire à 3 points, match nul à 1, défaite à 0). Pour départager les égalités, on tient d'abord compte de la différence de buts générale, puis du nombre de buts marqués, puis des confrontations directes.
| Rang | Équipe            | Pts | J  | G  | N  | P  | Bp | Bc | Diff |
| ---- | ----------------- | --- | -- | -- | -- | -- | -- | -- | ---- |
| 1    | LPRC Oilers T     | 46  | 22 | 13 | 7  | 2  | 54 | 20 | +34  |
| 2    | LISCR FC          | 45  | 22 | 13 | 6  | 3  | 44 | 20 | +24  |
| 3    | Nimba Kwado P     | 43  | 22 | 12 | 7  | 3  | 25 | 14 | +11  |
| 4    | Watanga FC        | 38  | 22 | 11 | 5  | 6  | 41 | 29 | +12  |
| 5    | FC Bea Mountain P | 36  | 22 | 10 | 6  | 6  | 28 | 19 | +9   |
| 6    | Mighty Barrolle   | 31  | 22 | 8  | 7  | 7  | 26 | 25 | +1   |
| 7    | Freeport FC P     | 30  | 22 | 8  | 6  | 8  | 31 | 27 | +4   |
| 8    | MC Breweries FC C | 29  | 22 | 8  | 5  | 9  | 23 | 27 | -4   |
| 9    | Nimba United      | 25  | 22 | 5  | 10 | 7  | 21 | 23 | -2   |
| 10   | NPA Anchors FC    | 23  | 22 | 6  | 5  | 11 | 26 | 38 | -12  |
| 11   | Nimba FC          | 8   | 22 | 1  | 5  | 16 | 15 | 49 | -34  |
| 12   | Small Town FC     | 7   | 22 | 2  | 1  | 19 | 18 | 61 | -43  |

|  | Qualification pour la Ligue des Champions de la CAF                                             |
|  | Qualification pour la Coupe de la confédération                                                 |
|  | Relégation directe en Second League                                                             |
|  | T : Tenant du titre C : Vainqueur de la Coupe du Liberia 2021 P : Promu de Second League (2020) |

- MC Breweries FC  qualifié pour la Coupe de la Confédération en tant que vainqueur de la Coupe du Liberia[3].

## Bilan de la saison
| Championnat du Liberia de football 2020-2021                        |                                                      |
| Champion                                                            | Liberia Petroleum Refining Company Oilers (7e titre) |
| Coupes et trophées                                                  |                                                      |
| Vainqueur de la Coupe du Liberia 2020-2021                          | MC Breweries FC                                      |
| Qualifications continentales                                        |                                                      |
| Ligue des champions de la CAF 2021-2022                             | Liberia Petroleum Refining Company Oilers            |
| Coupe de la confédération 2021-2022                                 | MC Breweries FC                                      |
| Promotions et relégations                                           |                                                      |
| Promus en First Division                                            | Heaven Eleven FC                                     |
| Promus en First Division                                            | Barrack Young Controllers II                         |
| Promus en First Division                                            | Sandi FC                                             |
| Relégués en Championnat du Liberia de football de deuxième division | NPA Anchors FC                                       |
| Relégués en Championnat du Liberia de football de deuxième division | Nimba FC                                             |
| Relégués en Championnat du Liberia de football de deuxième division | Small Town FC                                        |